# Townscaper
Townscaper je nezávislá budovatelská videohra. V srpnu 2021 ji pro PC a Mac na platformě Steam vydal vývojář Oskar Stålberg. V srpnu 2021 byl vydán port na Nintendo Switch, spolu s nímž verze pro Steam opustila early access. Mobilní verze byla vydána v říjnu 2021. Později byla v prosinci 2021 portována na Xbox One, Xbox Series X/S a webové prohlížeče (jako demo). Vyznačuje se low poly grafikou a jednoduchým minimalistickým uživatelským rozhraním. 

## Hratelnost
Townscaper nemá žádný vlastní cíl ani příběh a vývojář Stålberg ho popsal jako „spíše hračku“ než hru. Uživatelé staví ostrovní město umisťováním a odstraňováním barevných bloků na oceánu. Různá „pravidla“ určují vzhled těchto bloků, přičemž některé se objevují jako věže a jiné jako balkony. Tento způsob dekorace založený na pravidlech umožňuje vytvářet oblouky, zahrady a schodiště bez konkrétních pokynů uživatele.

### Nastavení
Townscaper se odehrává na velké zkreslené mřížce v nekonečném moři. To umožňuje, aby města působila organičtěji a nestrukturovaněji ve srovnání s podobnými hrami, které jsou založeny na pravidelných mřížkách.

## Vývoj
Townscaper vyvinul švédský vývojář Oskar Stålberg, který dříve pracoval na hře Bad North. Během vývoje hry Stålberg vystoupil na akci IndieCade Europe 2019, kde představil některé funkce hry, včetně generování terénu a procedurálního návrhu budov. 